# 鸡冠山乡 (崇州市)
鸡冠山乡，是中华人民共和国四川省成都市崇州市曾经下辖的一个乡。2019年12月，撤销鸡冠山乡，将其所属行政区域划归文井江镇管辖。

## 行政区划
鸡冠山乡撤销前下辖以下地区：
鞍子河社区、苟家村、薤子村、大木村、竹根村、岩峰村和琉璃村。